# Einar Gilsson
Einar Gilsson (Einarr Gilsson) var en isländsk bygdeskald och troligen den förste som diktade rimor (rímur). Han levde på 1300-talet.

## Levnad
Einar Gilssons födelse- och dödsår är okända liksom hans härstamning. Det har dock gissats att han tillhörde den berömda Gilsbakkaätten. Han omtalas några gånger i brev från mitten av 1300-talet – första gången 1339 – varav framgår att han bodde vid Skagafjorden på norra Island. Från 1367 till 1369 var han lagman (lögmaðr) för nord- och västlandet. 

## Verk
Einars viktigaste verk är Ólafs ríma Haraldssonar som anses vara den äldsta riman på Island, och som har bevarats i Flateyjarbók. Dikten består av 65 strofer på versmåttet ferskeytt  och handlar om Olav den heliges liv, främst slaget vid Stiklastad, Olavs fall och järtecknen efter hans död. Som grund för dikten ligger Snorre Sturlassons framställning.
Einars övriga dikter har överlevt endast tack vare att de blivit inkluderade i Arngrim Brandssons Guðmundarsaga om helgonbiskopen Gudmund Arason. Stroferna, som behandlar samma helgon, är oftast löst infogade i sagans handling men är ibland samlade i mindre grupper. Man har här kunnat särskilja resterna av två drapor på versmåtten drottkvätt och hrynhenda. Den drottkvädna dikten, av vilken återstår 40 strofer, är en berättande biografisk dikt med tonvikten lagd vid biskopens mirakler och kraftgärningar. Av den hrynhenta dikten finns i sagan 17 strofer som redogör för ett samtal mellan Gudmund och ärkebiskop Tore i Nidaros stift. Slutligen innehåller sagan också en flokkr på 21 strofer om ett övernaturligt väsen, Selkolla, som den helige Gudmund lyckades oskadliggöra.

## Eftermälet
Einar Gilsson var ingen stor skald. Finnur Jónsson beskrev både hans drapor och rimor som "ett torrt berättande utan poetisk flykt". Men oavsett hur Einar kan värderas som poet, så markerar hans Ólafsríma en vändpunkt: Efter denna tid kom diktningen på Island att under mer än 500 år fullständigt domineras av rimor, på samma sätt som drottkvätt hade varit förhärskande under det föregående halva årtusendet.